# Великий похід китайських комуністів
Великий похід (кит.: 長征) — легендарний похід армії китайських комуністів. Великий похід був загальним виходом комуністів із займаних позицій та підконтрольних територій, об'єднанням окремих комуністичних загонів та закріпленням в Особливому районі зі столицею в Яньані, який контролював Гао Ган.

## Причини
До 1934 року гоміньданівські сили під керівництвом Чень Чена оточили комуністичні райони в Цзянсі та почали готуватись до масованої атаки. У квітні 11 дивізій атакували Центральний радянський район з півночі та після місяця боїв зайняли Гуаньчан. Під загрозою опинився Жуйцзінь — столиця Китайської Радянської Республіки. У травні на засіданні секретаріату тимчасового Політбюро ЦК КПК було ухвалено рішення щодо перебазування основних сил з Центрального радянського району через загрозу з боку гоміньданівських військ.
Влітку 1934 року за рішенням Секретаріату ЦК КПК було створено «трійку» у складі Бо Гу, Отто Брауна та Чжоу Еньлая для проведення всебічної підготовки до прориву оточення Центрального радянського району й евакуації ЦК КПК та уряду до більш безпечного району.
На початку липня Секретаріат ЦК КПК, Раднарком Центрального радянського уряду й Військово-революційний комітет віддали наказ 7-му армійському корпусу Червоної армії виступити на північ як «авангарду боротьби з Японією» і створити у провінціях Фуцзянь, Чжецзян, Цзянсі та Аньхой численні радянські опорні бази для відволікання сил Чан Кайші від Центрального радянського району. 7 липня 7-й армійський корпус залишив Жуйцзінь та вирушив на з'єднання з 10-ю армією Фан Чжиміня на межі провінцій Чжецзян, Цзянсі та Аньхой. Однак через свою малочисельність і нестачу боєприпасів він не зміг відволікти на себе гоміньданівські сили. На початку 1935 року 10-та армія була цілковито знищена, а Фан Чжимінь потрапив у полон та був страчений.
У першій декаді липня 1934 року 30 гоміньданівських дивізій почали наступ на Центральний радянський район з шести напрямків. Бо Гу і Отто Браун прийняли рішення про ведення на всіх напрямках позиційної війни, однак перевага противника в силі змусила частини Червоної армії відступати вглиб Центрального радянського району, зазнаючи важких втрат.

## Забезпечення прориву з оточення
15 липня 1934 року було оприлюднено Маніфест робітничо-селянської Червоної армії Китаю про похід на Північ для відсічі Японії. Він був підписаний головою Центрального уряду Китайської Радянської Республіки Мао Цзедуном, його заступниками Сян Іном і Чжан Готао, головою Військово-революційного комітету Чжу Де та його заступниками Чжоу Еньлаєм і Ван Цзясяном. У маніфесті йшлося, що робітничо-селянська Червона армія Китаю, що відбиває п'яту каральну кампанію гоміньдану, відряджає на Північ для опору Японії передовий загін своїх військ. У зв'язку з війною проти Японії ставились такі завдання:
1. рішучо виступати проти розпродажу гоміньданівським урядом територіальних прав Китаю, протестувати проти китайсько-японських прямих перемовин, проти визнання лялькового Маньчжоу-го;
2. негайно оголосити про розрив дипломатичних відносин з Японією, анулювати всі укладені раніше секретні китайсько-японські угоди й договори; оголосити загальну мобілізацію всіх сухопутних, військово-морських та військово-повітряних сил для ведення війни з Японією;
3. озброїти весь народ країни, створити загони волонтерів і партизанів, які б узяли безпосередню участь у бойових діях проти Японії, надати підтримку добровольчій армії Північно-Східного Китаю та авангардному загону робітничо-селянської Червоної армії, який вирушав на Північ для боротьби з Японією;
4. конфіскувати всі капітали та власність японських розбійників і зрадників батьківщини; припинити платежі за всіма китайсько-японськими позиками;
5. усюди широко створювати масові народні антияпонські організації.

7 серпня за наказом Військово-революційного комітету 6-та армійська група 2-го фронту Червоної армії під проводом Жень Біші виступила у Західний похід з радянського району на межі Хунані й Цзянсі. У вересні активізувалась підготовка до перебазування з Жуйцзіня апарату ЦК КПК та Військово-революційного комітету, визначено маршрути руху — спершу в район провінції Хунань та західну частину провінції Хубей на з'єднання з 2-м і 6-м армійськими корпусами Червоної армії. Чжу Де, Чжоу Еньлай, Ван Цзясан і Сян Ін розробили накази та інструкції щодо порядку евакуації з Центрального радянського району та щодо дій частин Червоної армії, що залишались там. Одночасно Чжу Де та Чжоу Еньлай почали секретні перемовини з гуандунським губернатором Чень Цзітаном, якого Чан Кайші призначив головнокомандувачем армією південного напрямку, про укладання перемир'я. На початку жовтня 1934 року Чжоу Еньлай відрядив двох своїх представників для перемовин з представниками Чень Цзітана, під час яких було досягнуто домовленості за такими пунктами:
1. негайне припинення воєнних дій та ворожого протистояння;
2. зняття блокади і встановлення свободи взаємного пересування;
3. обмін взаємною розвідувальною інформацією;
4. Червона армія отримує можливість у північній частині провінції Гуандун створити тиловий шпиталь;
5. з метою полегшення транспортних зв'язків обидві сторони відводять свої війська від передової на відстань 20 лі (10 км).

Ця угода відкривала для Червоної армії можливість успішного прориву першої лінії ворожого оточення Центрального радянського району.

## Вихід Червоної армії з Центрального радянського району

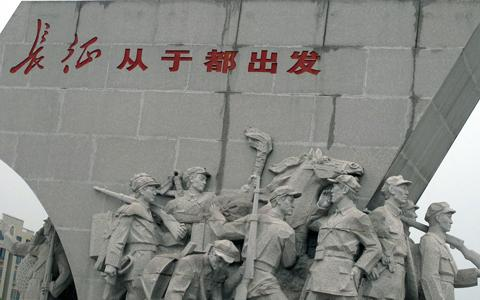
Пам'ятник на місці початку Великого походу

ЦК КПК та Військово-революційний комітет ухвалили рішення про створення Бюро ЦК КПК на чолі з секретарем ЦК Сян Іном та командувачем військами Чень І для продовження роботи в Центральному радянському районі; після евакуації основного складу ЦК там залишались також 24-та дивізія Червоної армії та місцеві війська чисельністю понад 16 тисяч чоловік. Увечері 10 жовтня 1934 року ЦК КПК, Військово-революційний комітет і 1, 3, 5, 8 та 9-та армійські групи Червоної армії (разом 86 тисяч чоловік) залишили Жуйцзінь і вирушили до Західної Хунані. Попередньо Чжоу Еньлай організував вивчення маршруту руху колон, ремонт і зведення мостів на шляху прямування частин територією Центрального радянського району. 16 жовтня 1934 року основні частини Червоної армії переправились через річку Юду у південній частині провінції Цзянсі.
18 жовтня Чан Кайші, отримавши повідомлення про просування Червоної армії Центрального радянського району в західному напрямку, наказав Чень Цзітану, Хе Цзяню та Бай Чунсі посилити оборонні лінії на межі провінцій Гуандун і Цзянсі, в Хунані та на півночі Гуанчжоу. За даними розвідки Червоної армії, найслабшою ланкою в системі блокгаузів та оборонних ліній, зведених гоміньданівцями, була ділянка на кордоні провінцій Хунань-Гуандун-Гуансі, хоч і там були чотири добре укріплених оборонних пояси, розташованих на відстані 50-60 км один від одного.
Вночі 21 жовтня 1934 року війська 1-го і 3-го фронтів Червоної армії пройшли першу лінію блокади, й наступна колона залишила територію Центрального радянського району. Так розпочався Великий похід китайської Червоної армії.
Успішний прорив першої лінії оборони було здійснено на південному заході Цзянсі на ділянці, яку обороняла дивізія 1-ї гуандунської армії.
Подальший марш здійснювався в напрямку до кордону між провінціями Хунань і Цзянсі, де розташовувалась друга лінія укріплень, яку було прорвано військами 3-го фронту Червоної армії. Між тим війська 1-го фронту не змогли заволодіти посиленими гірськими перевалами та, відхилившись від визначеного маршруту, були змушені повернути назад і приєднатись до центральної колони.
Основній частині центральної колони завдяки форсованому маршу вдалось 13-15 листопада прорвати третю лінію гоміньданівських укріплень на ще не добудованій ділянці Ухань-Гуанчжоуської залізниці, який обороняли хунаньські війська.
На останньому етапі прориву частини Червоної армії зазнали від гомінданівських військ та авіації найбільш відчутних втрат (особливо на переправі через річку Сян, що розпочався 27 листопада й затягнувся до 1 грудня). З 80 з гаком тисяч чоловік залишилось 30 тисяч.
За два місяці після початку походу частинам Червоної армії удалось, подолавши понад 500 км важкодоступними гірськими шляхами, прорвати останню — четверту — смугу ворожих укріплень, які німецькі радники Чан Кайші вважали неприступними.
З 4 до 6 грудня просування Червоної армії відбувалось територією, населеною народністю мяо, яка ворожо ставилась до китайців. Місцеві жителі підпалювали будинки, в яких зупинялись на відпочинок підрозділи Червоної армії.

## Суперечності у керівництві ЦК КПК

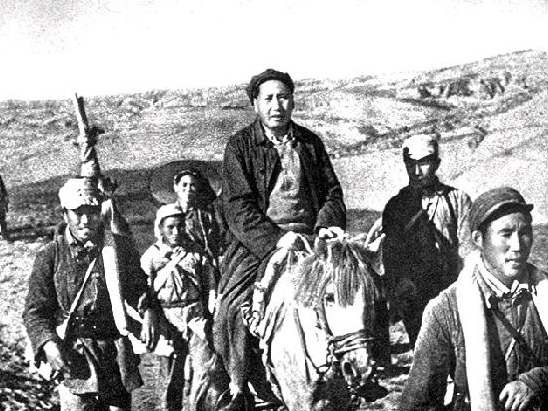
Мао Цзедун під час Великого походу

У першій декаді грудня серед керівників ЦК КПК — учасників походу почались серйозні суперечності з питання військової тактики й управління військами. Мао Цзедун, Ван Цзасян та Чжан Веньтянь розкритикували дії членів Військового комітету Бо Гу, Отто Брауна та Чжоу Еньлая з відбиття п'ятої каральної кампанії Гоміньдану та стиль керівництва походом. Вони запропонували Чжоу Еньлаю розробити план руху основної колони на Гуйчжоу, де місцеві війська були слабкими, з метою створення опорної радянської бази на кордоні Гуйчжоу та Сичуані.
12 грудня 1934 року на нараді в Тундао Чжоу Еньлай підтримав цю пропозицію, однак Отто Браун й Бо Гу наполягали на продовженні руху до Західної Хунані. 17 грудня Червона армія захопила Ліпін. 18 грудня Політбюро ЦК КПК ухвалило рішення відмовитись від плану створення радянського району в Західній Хунані й відійти до Гуйчжоу, дати військам відпочинок у районі Цзуньї. 1 січня 1935 року на нараді Політбюро ЦК КПК було прийнято рішення щодо виключення Отто Брауна зі складу Військового комітету за припущені ним помилки в керівництві бойовими діями.

## Нарада в Цзуньї

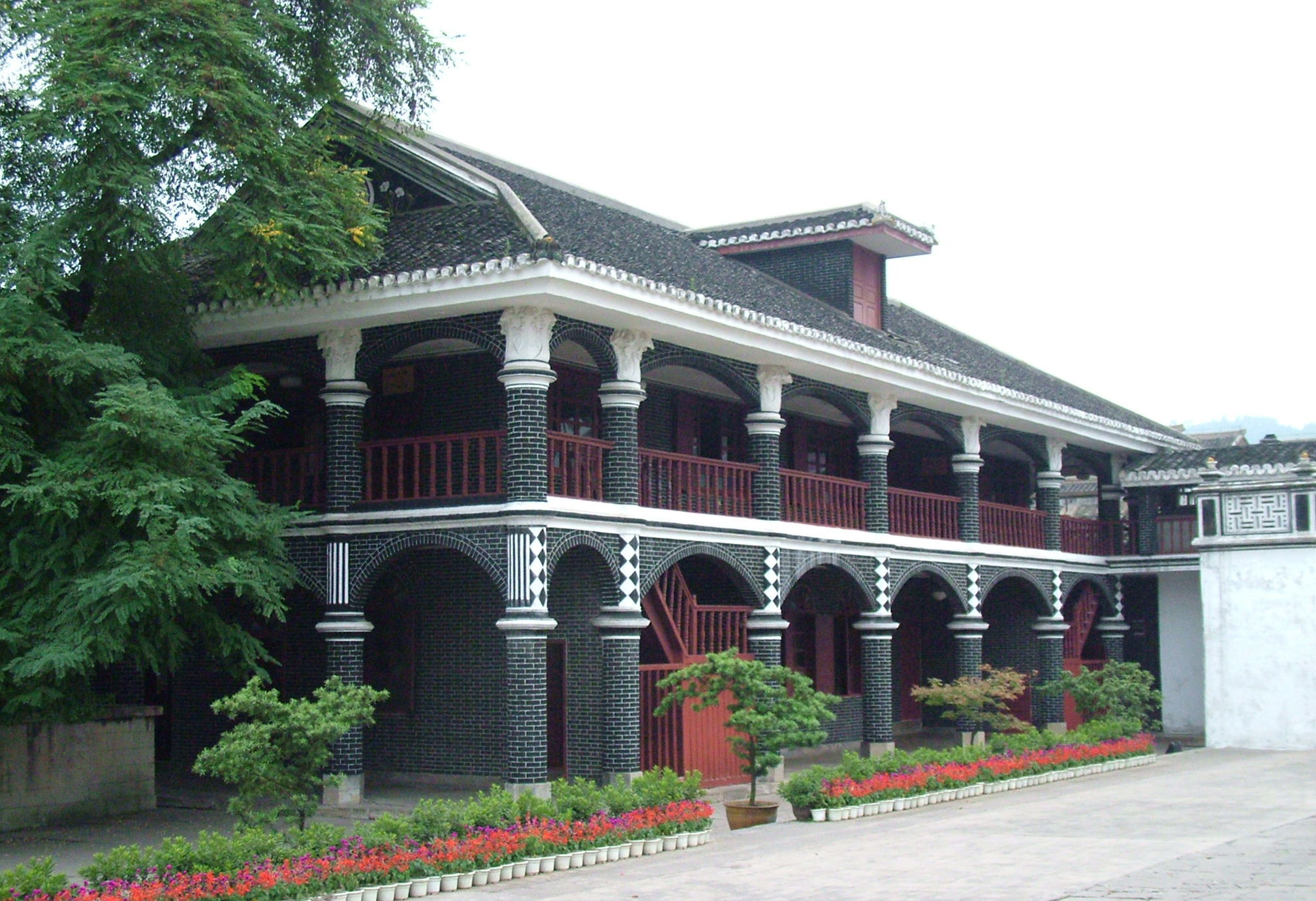
Місце проведення наради в Цзуньї

Від Ліпіна центральна колона вирушила на Цзуньї та, здійснивши 300-кілометровий перехід, 7 січня 1935 року заволоділа цим великим торговим містом. Жителі Гуйчжоу радо приймали Червону армію. Поповнивши свої лави, зробивши значні запаси зброї, боєприпасів і продовольства, армія отримала можливість використовувати двотижневий відпочинок і підготуватись до продовження походу. Центральна колона Червоної армії в Цзуньї тепер налічувала близько 45 тисяч чоловік (з них лише 30 тисяч кадрових військ); весь склад допоміжних з'єднань був включений до складу бойових частин.
На розширеній нараді Політбюро ЦК КПК за участі командних і політичних кадрів Червоної армії та представників радянського уряду, що відбулось 7-8 січня 1935 року в Цзуньї, Мао Цзедун та його прибічники різко розкритикували військові плани походу, за розробку та здійснення яких були відповідальними члени Військового комітету (Бо Гу, Отто Браун і Чжоу Еньлай). Членів Військового комітету й особливо Отто Брауна критикували за авторитарні методи керівництва походом, що не враховували думку досвідчених воєначальників Червоної армії, за надто великий обоз. Чжоу Еньлай, який головував на нараді, визнав свої помилки й цілковито погодився з критикою.
Подальше керівництво походом перейшло до Мао Цзедуна, який зайняв пост головного політичного комісара Червоної армії та увійшов до складу Політбюро ЦК КПК. Чжу Де та Чжоу Еньлай поряд із Мао Цзедуном стали членами Військового комітету. Чжоу Еньлай залишився у складі Політбюро, а Бо Гу невдовзі був замінений на посту генерального секретаря ЦК КПК Чжан Веньтянем. У зв'язку з припиненням радіозв'язку з шанхайською радіостанцією, захопленою гоміньданівцями, до Москви був відряджений Чень Юнь, якому було доручено інформувати Комінтерн про нараду в Цзуньї та про подальші плани походу. Йому вдалось дістатись столиці СРСР тільки в останній день роботи VII конгресу Комінтерну влітку 1935 року.

## Переправа через Янцзи й Даду
Після відпочинку, поповнення й переформування в Цзуньї частини Червоної армії виступили на північ, щоб найкоротшим шляхом вийти до Янцзи, з'єднатись із 4-ю армійською групою, якою керував Чжан Готао та яка базувалась у радянському районі провінції Сичуань. Однак Чан Кайші, незважаючи на суперечки з сичуаньськими мілітаристами, зумів перекинути свої війська (безпосередній командувач — Сюе Юе) до Сичані й переніс свою ставку до Чунціна, щоб не допустити Червону армію до цієї провінції. Йому вдалось створити суцільні заслони на шляхах просування військ 1-го та 3-го фронтів Червоної армії, які були змушені, не досягнувши Янцзи, повернутись до Цзуньї, дорогою розгромивши частини гуйчжоуських військ, що їх переслідували. Упродовж березня-квітня 1935 року центральна армійська група безупинно йшла на захід через південну частину провінції Гуйчжоу та східну частину провінції Юньнань, прагнучи вийти до переправи через Янцзи в її верхів'ї. Переслідувана гоміньданівськими й гуйчжоуськими військами, на неї постійно налітала ворожа авіація.
На нараді відповідальних працівників ЦК КПК 10 березня 1935 року була створена керівна трійка, відповідальна за похід, у складі Мао Цзедуна, Чжоу Еньлая та Ван Цзясяна. Чжоу Еньлай все ще керував військовими аспектами походу; до нього стікалась вся інформація про противника й дії різних підрозділів Червоної армії.
Чан Кайші 24 березня переніс свою ставку до Гуйяна. Підрозділи Червоної армії, обійшовши Гуйян, захопили на околиці міста гоміньданівський аеродром та знищили ворожі літаки й устаткування. Щоб не зазнати втрат від безперервних бомбардувань з повітря центральна колона Червоної армії просувалась до річки Цзіньша (верхня течія Янцзи) в основному ночами, змушена часто змінювати напрямок руху через гірську місцевість. Хоч усі засоби переправи через річку було знищено гоміньданівськими військами, Лю Бочен, уродженець Сичуані, який чудово знав місцеві умови, зумів організувати переправу на інший берег через бурхливу гірську річку завширшки близько 210 м. Переправа зайняла майже тиждень і завершилась 3 травня 1935 року. У той час на південному березі з'явились гоміньданівські війська. Чан Кайші 10 травня переніс свою ставку з Гуйяна до столиці провінції Юньнань, міста Куньмін.

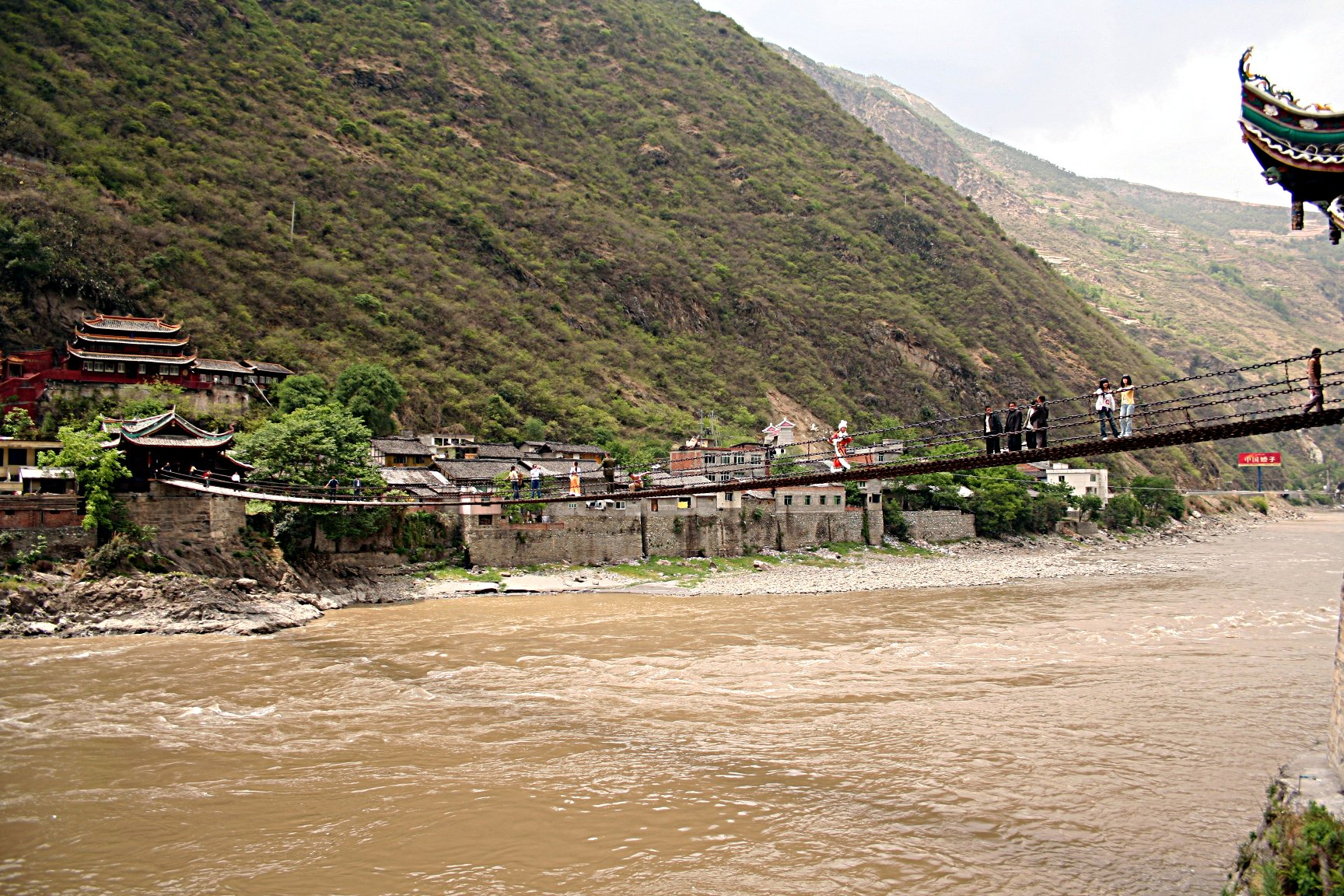
Міст Лудінь

Подальший шлях центральної колони Червоної армії проходив через райони провінції Сичуань, де проживала народність і. Завдяки Лю Бочену Червоній армії вдалось установити дружні відносини з місцевим населенням і просунутись на північ, де вона мала подолати іншу потужну водну перешкоду — річку Даду (притока Цзіньши). Чан Кайші, який прагнув не припустити вступу Червоної армії до Сичуані, наказав перекинути значні з'єднання юньнаньських і сичуаньських військ на східний берег річки Даду, знищити всі засоби, приатні для переправи, й посилити бомбардування колон Червоної армії з повітря.
29 травня 1935 року авангард Червоної армії переправився єдиним підвісним мостом через річку Даду. В офіційній історіографії цей епізод змальовано так: «Дерев'яний настил мосту був уже на дві третини розібраний противником, а решта — облита керосином і підпалена. Відновивши міст, центральна колона Червоної армії переправилась через Даду, незважаючи на постійне повітряне бомбардування».

## В радянському районі Сичуань-Сікан

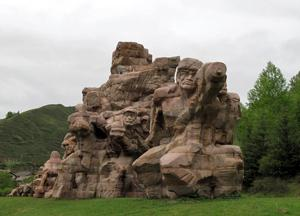
Пам'ятник у місті Сунпань, Сичуань

Створивши великі заслони, Чан Кайші змусив Червону армію здійснити обхідний маневр. За три тижні, подолавши снігові гірські хребти й болота на кордоні з Тибетом, вона вийшла на з'єднання з 4-ю армійською групою Червоної армії в Моугуні (Західна Сичуань). Через труднощі високогірного переходу, хвороби жителів півдня, які не звикли до морозів, нестачу їжі, а також через постійні сутички з загонами ворожих до китайців місцевих жителів, армійська група 1-го фронту Червоної армії, що прибула в Моугун, налічувала лише близько 20 тисяч чоловік.
15 червня 1935 року Мао Цзедун, а також Сян Ін, Чжан Готао, Чжоу Еньлай і Ван Цзясян випустили Заклик до рішучих засуджень захоплення Японією Північного Китаю та зради батьківщини з боку Чан Кайші.
29 червня ЦК КПК постановив активізувати антияпонську пропаганду у військах, в тому числі й серед військ противника у зайнятих гоміньданом районах.
Керівництво 4-м армійським угрупуванням зовсім не радо зустріло прихід центральної колони Червоної армії. На засіданні Політбюро ЦК КПК, що відбулось 28 червня 1935 року, Чжан Готао у своєму виступі зробив основний наголос на необхідності зміцнення й розширення опорної радянської бази Сичуань-Сікан. Мао Цзедун та інші учасники наради вважали прикордонний район Сичуань-Сікан тимчасовою базою, звідки після відпочинку слід було продовжувати рухатись на північ, до Ганьсу-Шеньсі. На засіданні було вирішено провести реорганізацію Червоної армії: центральна армійська колона була офіційно названа 1-ю фронтовою армією, а 4-та армійська група Чжан Готао перейменована на 4-ту фронтову армію. Генеральним політкомісаром об'єднаних фронтів Червоної армії було призначено Чжан Готао, головнокомандувачем — Чжу Де. Чжоу Еньлай до того часу важко захворів і не здіймався з ношей, на яких його несли бійці.
За два місяці перебування у прикордонному районі Сичуань-Сікан частин обох фронтів червоної армії взаємовідносини між ними помітно погіршились через труднощі із розміщенням і постачанням військ, а також через особисті суперечки між Чжан Готао й Мао Цзедуном. Учасники походу не могли дістати солі, збирали недозрілі зерна ячменю та інших злаків, кору дерев, різні корінці. Місцеве населення (і, сіфан), що займалось високогірним землеробством і скотарством, здавна ворожо ставилось до китайців. Окрім того, через нестачу провізії червоноармійці займались реквізицією продовольства у «притиснутих нацменшин», забираючи худобу, зерно, овочі, рис, олію. Тому місцеве населення залишало свої домівки за наближення будь-яких китайських військ, забираючи все, що можна було унести з продовольства й домашнього приладдя.
За рішенням, ухваленим на нараді в Лянхекоу, об'єднана Червона армія з кінця червня 1935 року почала просуватись на північ. У перших числах серпня в Маоергає відбулось засідання Політбюро ЦК КПК, яке ухвалило рішення йти до Ганьсу-Шеньсі для ведення війни на два фронти: проти гоміньданівської реакції та проти японської агресії. Таким чином, висунуте ще у Цзянсі гасло боротьби з Японією, що мало за тих умов пропагандистський характер, набував реального відображення у військових планах КПК та радянського уряду.

## Розділення на дві колони
В липні 1935 року Генеральним штабом об'єднаної Червоної армії було прийнято рішення про розділення армії на дві похідні колони, які, рухаючись різними паралельними маршрутам, мали знову об'єднатись у провінції Ганьсу. Ліва, або західна, колона під командуванням Чжу Де та Чжан Готао складалась із головних сил 4-го фронту Червоної армії. При ній розміщувався Генштаб. Колона мала пройти через широке трав'янисте плоскогір'я, що утворює водорозділ між басейнами річок Янцзи та Хуанхе, а потім повернути до головного міста провінції Ганьсу — Ланьчжоу. Права, чи східна, колона у складі частин 1-го фронту під командою Сюй Сянцяня й Чень Чанхао, з якою йшли Мао Цзедун, Чжоу Еньлай та інші члени радянського уряду й ЦК КПК, а також Отто Браун, мала просуватись східним краєм цього ж плоскогір'я та, переваливши через низку засніжених гірських хребтів, також вступити до Ганьсу. Зв'язок між колонами мав підтримуватись по радіо. Шлях правої колони проходив абсолютно безлюдною болотяною місцевістю на висоті близько 4000 м. Незважаючи на літній період, у тих місцях упродовж дня кілька разів починав лити холодний дощ, а ночами випадав сніг. Запаси продовольства швидко закінчились, доводилось пити сиру болотну воду, оскільки не було ані дерев, ані чагарників, щоб розпалити вогонь. В результаті багато хто захворів на дизентерію та черевний тиф. Досягнувши передгір'я Мвньшаньського хребта, війська, перш ніж почати сходження на гірський перевал, зупинились у містечку Асі, щоб перепочити й поповнити запаси провіанту.
Ліва колона Чжан Готао та Чжу Де також відчувала значні труднощі. Не зумівши подолати бурхливі річки, вона була змушена через нестачу продовольства повернутись назад, передавши наказ про повернення і правій колоні. Однак частини 1-го фронту Червоної армії, що прямували у правій колоні, не підкорились наказу Чжан Готао, й під проводом Мао Цзедуна та Чжоу Еньлая продовжили намічений раніше марш. Підрозділи ж 4-ї фронтової армії, що брали участь у русі правої колони під командуванням Сюй Сянцяня, підкорюючись наказу Чжан Готао, повернули назад та в районі Маоергая з'єднались із лівою колоною.

## Розкол між Чжан Готао та Мао Цзедуном
Коли війська лівої колони повернулись до району Маоергая, Чжан Готао сформував там паралельний Центральний комітет партії та, не звертаючи уваги на протести низки членів ЦК КПК (Чжу Де, Лю Бочена й інших), повів свої війська назад на південь, до провінції Сікан, зазнаючи при цьому важких втрат.
8 вересня в Асі, в будинку ще хворого Чжоу Еньлая відбулась нарада керівництва 1-го фронту Червоної армії, чисельність якого до того часу становила 9-12 тисяч чоловік. 12 вересня 1935 року в містечку Ецзе (провінція Ганьсу) відбулась розширена нарада ЦК КПК, що засудила розкольницьку діяльність Чжан Готао. Командувачем 1-м фронтом був призначений Пен Дехуай, політкомісаром — Мао Цзедун, начальником політуправління — Ван Цзясян. Було створено об'єднане військове керівництво з п'яти чоловік (Мао Цзедун, Чжоу Еньлай, Ван Цзясян, Пен Дехуай та Лінь Бяо) й комітет з комплектування та переформування військ (Отто Браун, Є Цзяньїн, Ден Фа, Цай Шуфань та Ло Май). 22 вересня на нараді командування, що відбувалась у містечку Хадабу під головуванням Мао Цзедуна, було вирішено прямувати до північної Шеньсі, де з'єднатись із місцевими частинами Лю Чжиданя й посилити радянську базу, що там існувала.

## Через гори та сніги
Подальший похід проходив під гаслом боротьби проти Японії, у зв'язку з чим 1-й фронт Червоної армії почав називатись Антияпонським авангардом. Його шлях пролягав через сніжний хребет Міньшань на кордоні Сичуані й Ганьсу, де довелось вести бої з місцевими військами мусульманських мілітаристів з родини Ма, які співпрацювали з гоміньданом. Потім колона повернула на північний захід, і під Міньсянем зустрілась із військами 25-го корпусу Червоної армії під командуванням Сюй Хайдуна (укомплектований переважно молоддю, він іменувався «піонерським»). Після з'єднання у Міньсяні 25-й корпус Сюй Хайдуна йшов у авангарді армії 1-го фронту, відбиваючи атаки кавалерії мусульманського генерала Ма Хунбіна.
У провінції Шеньсі, куди прямувала Червона армія 1-го фронту, дислокувалась 50-тисячна Північно-східна армія маршала Чжан Сюеляна та 17-та армія Північно-західних військ губернатора Шеньсі генерала Ян Хучена. Незважаючи на накази Чан Кайші, вони не вели активних бойових дій проти радянського району й частин Червоної армії.
26 вересня 1935 року Чан Кайші прилетів у Сіань та започаткував там Північно-західний штаб зі знищення комуністів. Себе він призначив головнокомандувачем військами провінцій Шеньсі, Ганьсу, Нінся, Цинхай та Шаньсі, а маршала Чжан Сюеляна — своїм заступником і виконувачем обов'язків начальника штабу.

## Завершення походу основної колони

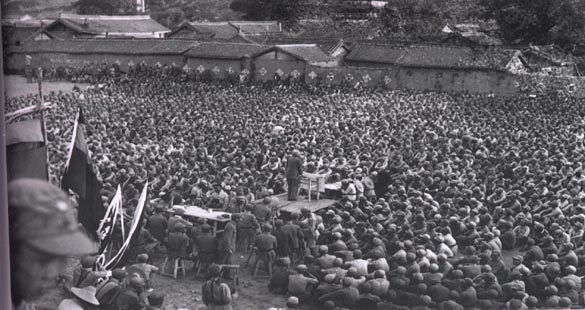
Мітинг червоноармійців, які вижили після Великого походу

В середині жовтня 1935 року війська 1-го фронту провели свій останній бій з противником на самому кордоні радянського району Північної Шеньсі, де їм перетнула шлях кавалерійська бригада 17-ї армії Ян Хучена. За два дні вони дістались міста Баоань, одного з центрів радянського району Північної Шеньсі, де відбулась їхня зустріч з командиром 15-го корпусу Червоної армії Лю Чжиданем.
У Баоані штабна та обозна колони 1-го фронту відокремились від бойових частин і вирушили до Ваяобао, повітове місто північної Шеньсі, де перебували радянська адміністрація та місцевий партком КПК.
20 жовтня 1935 року, рівно за рік після прориву блокади у Цзянсі, Червона армія завершила у Ваяобао свій історичний Великий похід. Її чисельність до завершення походу становила не більше 7-8 тисяч чоловік, серед них тільки 4 тисячі учасників походу, які виступили з Центрального радянського району до Цзянсі. Червона армія пройшла із безперервними боями понад 10 тисяч кілометрів, перетнула 12 провінцій, подолала 18 гірських гряд, форсувала 24 великі річки та болота.

## Доля колони Чжан Готао
У червні 1936 року до району Ганьцзи (провінція Сікан), куди відступили війська 4-го фронту під командуванням Чжан Готао, прийшли війська 2-го фронту під проводом Хе Луна й Жень Біші. Прорвавши в листопаді 1935 року блокаду гоміньданівців навколо радянського району Хунань-Хубей-Сичуань-Гуйчжоу, вони за рішенням ЦК КПК вирушили через провінції Гуйчжоу та Юньнань на північний захід Китаю. Їм удалось переконати Чжан Готао продовжити похід уцілілих військ 4-го фронту на північний захід, на з'єднання з військами 1-го фронту.
В середині жовтня 1936 року Чжан Готао сформував із військ 4-го фронту Червоної армії так звану «армію західного напрямку» чисельністю в 20 тисяч чоловік та повів її всупереч рішенню ЦК КПК на захід, до провінції Сіньцзян. Цей новий акт сепаратистських дій Чжан Готао завдав величезних збитків Червоній армії. Армія західного напрямку Чжан Готао була оточена військами місцевих мусульманських сепаратистів з родини Ма в районі Гаотайцзі (провінція Ганьсу) й цілковито розгромлена. Тільки невеликій групі (800 чоловік) особового складу вдалось, зрештою, прорватись у Сіньцзян.
Друга частина військ 4-го фронту та війська 2-го фронту після важких боїв у жовтні-листопаді 1936 року все ж прорвались до радянського району Шеньсі-Ганьсу, де з'єднались із головними силами Червоної армії. На цьому завершився Великий похід Червоної армії Китаю.